# 오천수영관아
오천수영관아(鰲川水營官衙)는 충청남도 보령시 오천면에 있는 조선시대 관방시설의 유지(遺地)이다. 1991년 12월 3일 충청남도의 유형문화재 제136호로 지정되었으나, 2010년 12월 30일 보존가치가 없어 해제되었다.

## 개요
조선시대 충청수영청의 관청건물이다.
조선시대 『여지도서(輿地圖書)』를 보면 중앙의 관리가 내려와 머무는 객사 82칸을 비롯하여 상서헌 9칸, 내동헌 10칸, 외동헌 10칸, 아사 5칸 등 많은 건물 이름과 칸수가 기록되어 있다. 지금은 장교청, 진휼청, 공해관의 3건물만 전해지고 있다.
장교청은 순조 33년(1833)에 세워진 건물로 수영의 관리들이 의견을 논하던 건물로 1986년까지 오천면 사무소로 사용되다가, 1987년 원래의 위치인 서문 근처에서 동편 언덕의 정상으로 옮겼다.
진휼청은 수영에서 가난한 백성을 구제할 목적으로 곡식을 꾸어주고 거두어들인 곳이다. 오천성 서문 옆에 서 있으며 민가로 사용되어 왔다.
공해관은 수영의 내삼문으로 솟을대문 형식이며, 지금의 오천현 초등학교 정문으로 사용하였다.
오천현 관아는 조선 후기의 건물로 원래의 자리를 떠난 것도 있지만, 비교적 건물이 잘 남아 있다. 성내에 흩어져 있는 옛 비석들을 통해서 충청수영의 역사성을 엿볼 수 있다.

## 같이 보기
- 보령 충청수영성 - 사적 제501호

## 참고 자료
- 오천수영관아 - 국가유산청 국가유산포털